# 李勤 (成化進士)
李勤（1437年—？），字時勉，直隸保定府易州人，軍籍。明朝政治人物。進士出身。

## 生平
順天府鄉試第一百三十一名。成化八年（1472年）壬辰科會試第四十五名，殿試登進士第三甲第九十三名。官至监察御史。

## 家族
曾祖父李士英。祖父李甫山。父亲李清，曾任訓導。